# Nellie Verbugt
Petronella Johanna Leonarda (Nellie) Verbugt (Helden, 21 februari 1957) is een Nederlandse adviseur en voormalig politica voor de Volkspartij voor Vrijheid en Democratie (VVD).

## Levensloop
Na het behalen van het atheneum diploma aan de Peelland College te Deurne studeerde ze van 1975 tot 1982 sociale geografie en planologie aan de Katholieke Universiteit Nijmegen. Ze begon na de studie te werken als onderzoeker bij Euregio Rijn-Maas Noord. Daarna was ze daar contactfunctionaris. Van 1986 tot 1990 was ze lid van de gemeenteraad van Helden. Van 1 januari 1986 tot 1 januari 1991 was Verbugt staffunctionaris van het kabinet van de burgemeester van Venlo. Ze was van 1 januari 1991 tot 19 januari 1993 plaatsvervangend hoofd van de afdeling economische zaken in de gemeente Venlo en van 19 januari 1993 tot 30 januari 2003 was ze lid van de Tweede Kamer der Staten-Generaal. In de Tweede Kamer der Staten-Generaal hield ze zich voornamelijk bezig met ruimtelijke ordening en infrastructuur. Vanaf 2003 is Verbugt adviseur op het gebied van ruimtelijke ordening, stedelijk beheer en publieke zaken.

## Partijpolitieke functies
- Lid van het bestuur van de VVD afdeling Helden
- Lid van de partijcommissie ruimtelijk ordening
- Lid van het algemeen bestuur van de VVD kamercentrale Limburg
- Lid van de partijraad VVD

## Ridderorden
- Ridder in de Orde van Oranje-Nassau, 27 juni 2002

- Parlement.com: vg09llpkvfsb